# 기관허탈

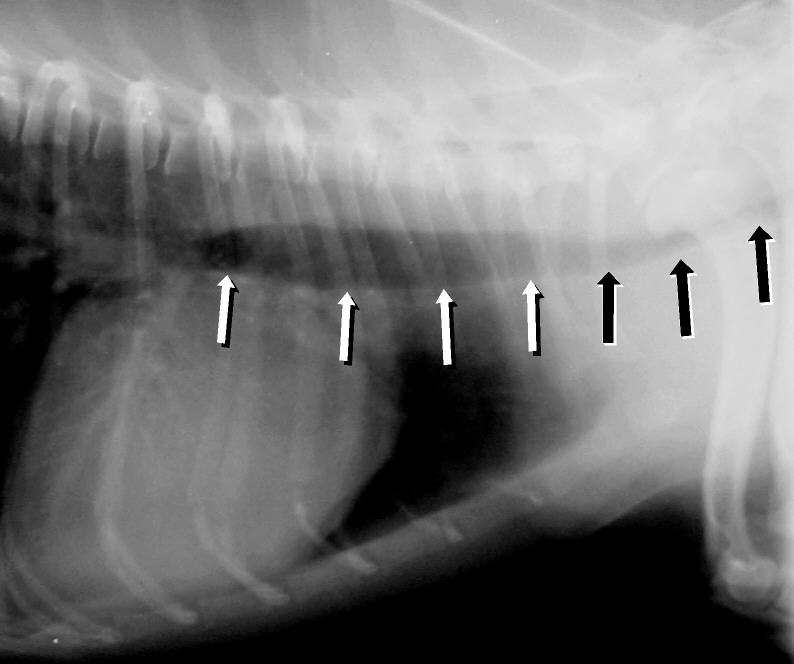
기관허탈

기관허탈(Tracheal collapse)은 기관이 본래의 탄력성을 상실하고 비정상적으로 확장 및 편평화함으로써 발병하는 호흡 장애이다. 소형 견종과 짧은 머리 종류에 많이 발생한다. 원인은 불분명하지만, 비만, 기관연화증과 같은 기관 연골의 변화, 만성 기관지염 등에 의해 발생률이 높아진다.